# Kestenovac (Vojnić)
Kestenovac is een plaats in de gemeente Vojnić in de Kroatische provincie Karlovac. De plaats telt 22 inwoners (2001).